# Tania Stöcklin
Tania Christina Stöcklin (* 9. Juli 1959 in Winterthur) ist eine Schweizer Filmeditorin, Filmregisseurin, Drehbuchautorin und Dozentin.
Nachdem sie zunächst als Regisseurin von Experimentalfilmen und Spielfilmen bekannt geworden war, wandte sich Stöcklin ab der Jahrtausendwende überwiegend der Montage von Dokumentarfilmen zu, darunter vier preisgekrönter Werke des Regisseurs Peter Liechti.

## Leben
Tania Stöcklin ist die Tochter von Prisca Stöcklin-Eckert und Walter Stöcklin, einem Arzt. Sie wuchs mit vier weiteren Geschwistern in Winterthur auf. 1979 legte sie in Trogen (Kanton Appenzell Ausserrhoden) ihre Maturitätsprüfung ab.

### Studium und erste Filme
1979 begann Stöcklin in Zürich ein Germanistikstudium, welches sie 1982 jedoch ohne Abschluss abbrach. Parallel arbeitete sie in der Kunstgalerie Baviera und engagierte sich als Gründungsmitglied beim Aufbau des Filmclubs und Kinos Xenix. In dieser Zeit realisierte sie auch erste filmische und künstlerische Arbeiten mit Video, Super-8, Text und Performance.
Von 1982 bis 1988 absolvierte Stöcklin ein Regiestudium an der Deutschen Film- und Fernsehakademie Berlin DFFB. Dort realisierte sie einige kurze Spiel- und Experimentalfilme, darunter mehrere in Co-Regie mit der ebenfalls aus der Schweiz stammenden Anka Schmid, die zu einer engen künstlerischen Wegbegleiterin wurde. Bereits bevor Schmid 1984 ihr eigenes Regiestudium an der DFFB begann, hatte Stöcklin mit ihr zwei Kurzfilme gedreht. 1986 kam der Experimentalfilm Rondo Gravitat hinzu, eine 6-minütige computergesteuerte Collage mit den Gesichtern der beiden Regisseurinnen, die vor und hinter der Kamera so gut wie alle Aufgaben selbst übernahmen. Im gleichen Jahr spielte Stöcklin außerdem die weibliche Hauptrolle in Schmids teilweise surrealen Liebes-Kurzfilm Habibi – Ein Liebesbrief. Ein paar Jahre später arbeitete sie auch am Drehbuch von Anka Schmids DFFB-Abschlussfilm Hinter verschlossenen Türen (1991) mit.
Ein weiteres Projekt aus dem Jahr 1986, diesmal in Co-Regie mit Kurt Mäder entstanden, ist Stöcklins erster Dokumentarfilm: Der blaue Ritter, ein 50-minütiges Porträt des Künstlers Jürgen Zumbrunnen. Abweichend von klassischen Künstlerporträts wählte der Film den ungewöhnlichen Ansatz einer fiktiven Rahmenhandlung:

„Eine namenlose Frau tritt medial mit dem Werk Zumbrunnens in Kommunikation. Das Medium ist zeitgemäss ein modernes: Video. Einen grossen Teil ihrer Zeit verbringt die Frau in einem magisch umgestalteten Videoschneideraum, wo auf den Monitoren, ihrer übersinnlichen Imagination entsprechend, Bilder des Künstlers erscheinen. Diese Bilder vermitteln bruchstückhaft Eindrücke vom Leben, Schaffen und Werk Jürgen Zumbrunnens.“

Zu den DFFB-Dozenten, die Stöcklin besonders geprägt haben, zählt der Regisseur und Videokünstler Gábor Bódy. Dessen Seminare zu Neuen Medien, visuellen Effekten und Videokunst  waren mitverantwortlich dafür, dass sich Stöcklin während ihres Studiums intensiv mit den Gestaltungsmöglichkeiten der Filmmontage auseinandersetzte.

### Karriere als Filmregisseurin und Drehbuchautorin
Tania Stöcklins Abschlussfilm an der DFFB, Die Gottesanbeterin (Originaltitel: Georgette Meunier), ist zugleich ihr erster Langfilm als Regisseurin; wie bei all ihren früheren Projekten war sie außerdem am Drehbuch und Schnitt beteiligt. Die Genre-Mischung aus inzestuöser Geschwisterliebe, Vampir-Fantasie und Lustmord-Krimi wurde bei der Berlinale 1989 in der Sektion Forum uraufgeführt. Der Film gewann anschließend den Hauptpreis beim Filmfestival in Bergamo, sowie den Zürcher Filmpreis. Am 13. Juli 1989 erfolgte der deutsche Kinostart.
Die Kritik fiel gemischt aus. Während der Filmdienst Die Gottesanbeterin als „unausgegorene Kolportage“ bezeichnete, „die optisch bemüht verschiedene filmische Stilmittel zitiert“, meinte man bei der taz, es sei ein „sehenswerter Film für die letzten, dunklen (erotischen?) Winterabende“. In der Schweizer Filmzeitschrift Cinema hieß es:

„Diese unsägliche, total abgehobene Geschichte, die einem Roman von Hedwig Courths-Mahler in nichts nachsteht, ist ein schaurig schöner Film geworden. In ruhigem Rhythmus geschnitten, in warmen Farben und schönen Einstellungen gefilmt. Das Überzeugende an Georgette Meunier ist, dass die Stimmung und der ironische Erzählton von Anfang bis Ende durchgehalten werden.“

Joe & Marie, Stöcklins zweiter Kinospielfilm als Regisseurin und Drehbuchautorin, ist ein Melodram um ein rebellisches junges Paar in Marseille. Der Film feierte 1994 Premiere im Wettbewerb des Locarno Filmfestivals.
Als vorerst letzte Regiearbeit folgte 2000 der Kurzspielfilm Das Engadiner Wunder (Co-Regie: Anka Schmid). Der Film wurde 2001 bei den Internationalen Kurzfilmtagen Winterthur als Bester Schweizer Film ausgezeichnet (ex-aequo).

### Karriere als Filmeditorin
Zunächst montierte Tania Stöcklin nur ihre eigenen Regiearbeiten. 1990 schnitt sie das Musikvideo zu dem Lied She Fades Away der Band Alphaville (Regie: Mao Kawaguchi). 1991 folgte der Spielfilm Der Junge vom Fluss, bei dem Stöcklins DFFB-Mitstudent Ciro Cappellari Regie führte. Sie montierte auch dessen zweiten Langspielfilm, Sin Querer – Zeit der Flamingos (1997).
Ab der Jahrtausendwende konzentrierte sich Tania Stöcklin dann ganz auf die Arbeit als Filmeditorin und wurde eine der herausragendsten Schweizer Editorinnen auf dem Gebiet des Dokumentarfilms.
Insbesondere mit dem Filmregisseur Peter Liechti verband sie eine enge Partnerschaft, die mit dem 2003 erschienenen Dokumentarfilm Hans im Glück begann. Bis zu Liechtis Tod 2014 montierte Stöcklin drei weitere seiner Langfilme, darunter Das Summen der Insekten, der 2009 mit dem Europäischen Filmpreis als Bester Dokumentarfilm ausgezeichnet wurde. Für Liechtis letzten, sehr persönlichen Dokumentarfilm, Vaters Garten – Die Liebe meiner Eltern, erhielt Stöcklin 2014 den Schweizer Filmpreis für die Beste Montage – im ersten Jahr, wo diese Preiskategorie eingeführt worden war.
Auch viele der seitdem von ihr montierten Filme wurden bei bedeutenden Festivals gezeigt und mit Preisen ausgezeichnet, etwa bei dem Locarno Festival (u. a. Als die Sonne vom Himmel fiel, 2015), dem Filmfestival Venedig (Sarah spielt einen Werwolf, 2017), oder dem Internationalem Dokumentarfilm-Festival in Amsterdam (IDFA) (u. a. Wer sind wir?, 2019).
Für ihre Arbeit am Kinodokumentarfilm Die Kunst der Stille (L'art du silence) von Maurizius Staerkle Drux über den Pantomimen Marcel Marceau, ist sie 2022 für den Schnitt-Preis des Filmfestivals Edimotion nominiert.
Der Spielfilm Bagger Drama (Drehbuch & Regie: Piet Baumgartner), den Stöcklin geschnitten hatte, feierte im September 2024 am Filmfestival von San Sebastian Premiere, und wurde mit dem Kutxabank-New Directors Award ausgezeichnet.

### Lehrtätigkeit
Seit Beginn ihrer Arbeit im Film betätigt sich Tania Stöcklin immer wieder in der Vermittlung: Nach einem Videoseminar im Videoladen Zürich (1985) und einem Kurs an der DFFB (1992) wirkte sie von 1994 bis 2007 wiederholt als Dozentin und Mentorin an der Zürcher Hochschule der Künste ZHDK. Seit 2014 ist sie Dozentin und Mentorin für Film-Montage in der Studienrichtung Video der Hochschule Luzern.

### Mitgliedschaften und Privates
Tania Stöcklin ist Mitglied der Europäischen Filmakademie, der Schweizer Filmakademie, und im Verband Filmregie und Drehbuch Schweiz (ARF/FDS), wo sie von 1993 bis 2000 dem Vorstand angehörte. Sie hat eine Tochter und wohnt in Zürich.

## Filmografie (Auswahl)

### Regie / Drehbuch / Montage
- 1982: Warum steht die Welt nicht auf dem Kopf? (kurzer Experimentalfilm) – Co-Regie: Anka Schmid [29]
- 1983: Glasfragmente (Kurzspielfilm) – Co-Regie: Anka Schmid [30]
- 1984: Sie drehte sich ja doch (kurzer Experimentalfilm) [31]
- 1986: Rondo Gravitat (kurzer Experimentalfilm) – Co-Regie: Anka Schmid
- 1986: Der blaue Ritter (mittellanger experimentaler Dokumentarfilm) – Co-Regie: Kurt Mäder
- 1989: Die Gottesanbeterin (Georgette Meunier) (Kino-Spielfilm)
- 1994: Joe & Marie (Kino-Spielfilm)
- 2000: Das Engadiner Wunder (Kurzspielfilm) – Co-Regie: Anka Schmid

### Drehbuch-Mitarbeit
- 1991: Hinter verschlossenen Türen (Kino-Spielfilm) – Regie: Anka Schmid
- 2024: Vracht

### Montage
Wo nicht anders ausgewiesen, handelt es sich um einen abendfüllenden Kino-Dokumentarfilm.
- 1991: Sohn des Flusses / Der Junge vom Fluss (Hijo del río) (Spielfilm) – Regie: Ciro Cappellari
- 1997: Sin Querer – Zeit der Flamingos (Kino-Spielfilm) – Regie: Ciro Cappellari
- 2000: El Acordéon del Diablo – Regie: Stefan Schwietert
- 2003: Hans im Glück – Regie: Peter Liechti
- 2005: Abdullah Ibrahim – A Struggle for Love (mittellanger TV-Dokumentarfilm) – Regie: Ciro Cappellari
- 2006: Hardcore Chambermusic – Regie: Peter Liechti
- 2007: George Gruntz (TV-Dokumentarfilm) – Regie: Werner Zeindler
- 2009: Das Summen der Insekten (The Sound Of Insects) – Regie: Peter Liechti
- 2010: Beyond This Place – Regie: Kaleo La Belle
- 2012: My Generation – Regie: Veronika Minder
- 2013: Vaters Garten – Die Liebe meiner Eltern – Regie: Peter Liechti
- 2013: Sommerzeit – Regie: Pascale Gmür
- 2013: Fritz Hauser: Klangwerker (mittellanger TV-Dokumentarfilm) – Regie: Erich Busslinger
- 2015: Als die Sonne vom Himmel fiel – Regie: Aya Domenig; weitere Editoren: Aya Domenig, Gisela Castronari-Jaensch, Petra Beck
- 2016: Zaunkönig: Tagebuch einer Freundschaft – Regie: Ivo Zen
- 2017: Sarah spielt einen Werwolf (Sarah joue un loup garou) (Kino-Spielfilm) – Regie: Katharina Wyss
- 2017: Fell in Love with a Girl – Regie: Kaleo La Belle
- 2019: Wer sind wir? – Regie: Edgar Hagen
- 2021: Menschenskind! – Regie: Marina Belobrovaja
- 2022: Die Kunst der Stille – Marcel Marceaus Geheimnis (L'art du silence) – Regie: Maurizius Staerkle-Drux
- 2024: Bagger Drama (Kino-Spielfilm) – Regie: Piet Baumgartner
- 2924: Vracht

## Auszeichnungen
- 2014: Schweizer Filmpreis/Beste Montage für Vaters Garten – Die Liebe meiner Eltern
- 2020: Zürcher Filmpreis für die Montage des Films Wer sind wir? [32]
- 2022: Schnitt-Preis für die Montage des Films Die Kunst der Stille (Nominierung)